# Karl Boelk
Karl Boelk (* 8. Februar 1927) ist ein ehemaliger deutscher Fußballspieler.

## Spielerkarriere
Karl Boelk spielte zunächst für den Frohnauer SC. Nach 87 Einsätzen in der ersten Mannschaft heuerte er 1951 bei Wacker 04 in Berlin an. Bei Wacker wurde Boelk auf Anhieb Stammspieler und erreichte mit seiner Mannschaft in der Saison 1951/52 Platz 9. Auch in den folgenden drei Spielzeiten konnte Wacker 04 den Klassenerhalt sichern. Die Spielzeit 1955/56 wurde von den Reinickendorfen jedoch als abgeschlagenes Schlusslicht beendet.
Daraufhin verließ Boelk Wacker 04 und ging zu Hertha BSC. Die Herthaner hatten in der Vorsaison nur aufgrund des besseren Torverhältnisses gegenüber Alemannia 90 den Ligaverbleib erreicht. Unter dem neuen Trainer Helmut Krüger gehörte Boelk am ersten Spieltag der Spielzeit 1956/57 zur Startformation und erzielte das Tor zum 4:2-Endstand gegen den SC Union 06. Am Saisonende hatte er mit sieben Treffern in 20 Einsätzen dazu beigetragen, dass Hertha durch ein 3:0 am letzten Spieltag gegen den Meisterschaftskonkurrenten Tennis Borussia den Titel gewann. Dadurch waren die Blau-Weißen für die Endrunde um die Deutsche Meisterschaft qualifiziert. Dort gingen die Herthaner im Auftaktspiel gegen den 1. FC Kaiserslautern durch Werner Lange früh in Führung, wurden danach mit 1:14 von den „Roten Teufeln“ regelrecht demontiert. Auch in den beiden folgenden Partien gegen Kickers Offenbach und Borussia Dortmund musste die Elf um Karl Boelk zwei Niederlagen einstecken und schied so bereits in der Gruppenphase aus. In der Saison 1957/58 bestritt Boelk als einziger Herthaner alle 22 Partien in der Liga, sein Verein konnte allerdings nicht an die starke Vorsaison anknüpfen und belegte Platz 6.
Nach Ablauf der Saison wechselte Boelk zum SC Tegel in die Zweitklassigkeit. Zur Spielzeit 1962/63 schaffte der SC Tegel den Aufstieg in die Oberliga, allerdings musste Boelk, der 15 Spiele (drei Tore) bestritt, mit der Mannschaft als Schlusslicht wieder absteigen. Nach der Gründung der Bundesliga spielte der SC Tegel damit nur noch drittklassig. Im Jahre 1965 stieg der SC Tegel wieder auf. Am Ende der Regionalliga-Spielzeit 1965/66 verpasste der Club knapp hinter dem Lichterfelder SU den Klassenerhalt. Karl Boelk hatte dabei schon keine große Rolle mehr in den Planungen des Trainers gespielt und lediglich vier Partien bestritten, weshalb er nach der Saison mit 39 Jahren seine Spielerkarriere beendete.

## Erfolge
- Berliner Meister: 1957